# Транзит (астрономија)
Транзит или прелаз (ијек. пријелаз) у астрономији је прелазак Венере или Меркура преко Сунчевог диска, гледано са Земље. Уопштено, под појмом транзит се подразумева прелаз мањег небеског тела испред већег. Уколико ближе небеско тело (гледано са одређене тачке) прекрива већи део или цео диск даљег небеског тела, онда се ради о окултацији, а не транзиту. Постоји и термин „звездани транзит”, а мисли се на прелазак звезде преко окулара телескопа.
Ровер Кјуриосити је 3. јуна 2014. године својим камерама снимио транзит Меркура преко Сунчевог диска, што је први пут да је транзит неке од планета снимљен са другог небеског тела (а не Земље).